# Ahmed Haşim

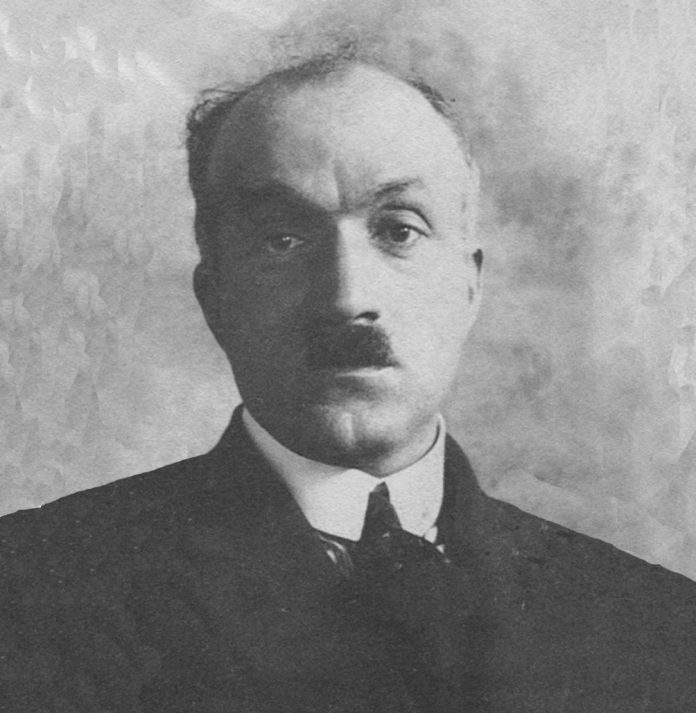
Ahmed Haşim en 1922

Ahmed Haşim (Irak, Bagdad, 1883 - Estambul, 1933) fue un poeta de Turquía Es originario de una familia aristócrata del Imperio otomano.

## Obra
Cuando llegó a Estambul, no conocía la lengua turca. Estudió la poesía francesa y conoció el simbolismo. Fue un representante del movimiento Fecr-i Ati (La claridad del futuro), movimiento literario que buscaba una aproximación a las letras, la filosofía y el pensamiento europeos. Escribió dos libros de la poesía: Göl Saatleri (Las horas del lago) en 1921, y Piyale (La copa) en 1926.
Escribió tres obras en prosa, Bize göre (Para nosotros) y Gurabâhâne-i Laklakan (El hospital de las cigüeñas) en 1928, y en 1932, a causa de una viista a Fráncfort del Meno para la rehabilitación de su insuficiencia renal, Frankfurt Seyahatnamesi (Memorias de Frankfurt).
- Datos: Q303651
- Multimedia: Ahmet Haşim / Q303651